# جلوبال سيكيوريتي دوت أورج
جلوبال سكيرتي (بالإنجليزية:GlobalSecurity.org) هي موقع إلكتروني أمريكي تتحدث فيها التقارير عن المنشأت العسكرية في كافة أنحاء العالم، وتقع مقرها الرئيسي في مدينة الإسكندرية في ولاية فرجينيا الأمريكية.
أسس الموقع الإلكتروني عام 2000م من قبل جون بايك، وهو يقوم الآن مشرفاً على الموقع الإلكتروني لجروبال سيكرتي.

## وصلات خارجية
- GlobalSecurity.org